# Springs
Springs és una concentració de població designada pel cens dels Estats Units a l'estat de Nova York. Segons el cens del 2000 tenia 4.950 habitants.

## Demografia
Segons el cens del 2000, Springs tenia 4.950 habitants, 1.924 habitatges, i 1.252 famílies. La densitat de població era de 225,9 habitants per km².
Dels 1.924 habitatges en un 29,7% hi vivien nens de menys de 18 anys, en un 51,2% hi vivien parelles casades, en un 8,9% dones solteres, i en un 34,9% no eren unitats familiars. En el 26,1% dels habitatges hi vivien persones soles el 9,6% de les quals corresponia a persones de 65 anys o més que vivien soles. El nombre mitjà de persones vivint en cada habitatge era de 2,57 i el nombre mitjà de persones que vivien en cada família era de 3,08.
Per edats la població es repartia de la següent manera: un 22,3% tenia menys de 18 anys, un 6,3% entre 18 i 24, un 31% entre 25 i 44, un 26,9% de 45 a 60 i un 13,5% 65 anys o més.
L'edat mediana era de 40 anys. Per cada 100 dones de 18 o més anys hi havia 100,8 homes.
La renda mediana per habitatge era de 57.038 $ i la renda mediana per família de 66.607 $. Els homes tenien una renda mediana de 42.500 $ mentre que les dones 32.107 $. La renda per capita de la població era de 29.910 $. Entorn del 6,7% de les famílies i el 8,7% de la població estaven per davall del llindar de pobresa.